# Michael McGowan
Michael McGowan (ur. 19 maja 1940 w Birkenshaw) – brytyjski polityk i dziennikarz, poseł do Parlamentu Europejskiego II, III i IV kadencji.

## Życiorys
Absolwent University of Leicester, pracował jako wykładowca, a także dziennikarz zatrudniony w BBC. Został działaczem Partii Pracy oraz Co-operative Party, był radnym miejskim w Leeds i kandydatem laburzystów w wyborach parlamentarnych. Członek związku zawodowego dziennikarzy NUJ, a także związku zawodowego TGWU.
W latach 1984–1999 przez trzy kadencje sprawował mandat eurodeputowanego, wchodząc w skład frakcji socjalistycznej. Był m.in. przewodniczącym Komisji ds. Rozwoju i Współpracy. Do 2009 zasiadał w krajowym zarządzie wykonawczym Co-operative Party. Był także prezesem i dyrektorem zarządzającym instytucji finansowej Leeds City Credit Union.